# Bleksparv
Bleksparv (Spizella breweri) är en fågel i familjen amerikanska sparvar inom ordningen tättingar. Den häckar i västra Nordamerika och övervintrar huvudsakligen i Mexiko.

## Utseende och läten
Bleksparv är en liten (12,5–15 cm), slank och rätt färglös sparv med lång stjärt. Den är mest lik lerfärgad sparv (S. pallida), men är mer enfärgad med inte lika beigefärgad anstrykning, mindre kontrasterande grå nacke och vanligen tydligare vit ögonring. Vidare är övergumpen streckad, ansiktsteckningen relativt otydlig och tygeln ljus, den senare karaktären särskiljande från tjippsparven. Nordliga fåglar i Kanada (taverneri) är gråare, med grövre streckning ovan och något större storlek.
Sången består av långa, fallande serier med drillar och mer surrande ljud, ömsom ljusa och klara, ömsom låga och raspiga: "tir tir tir tir cheeeeeeeee deee-deee-deee zrr-zrr-zrr-zrr zreeeeee".

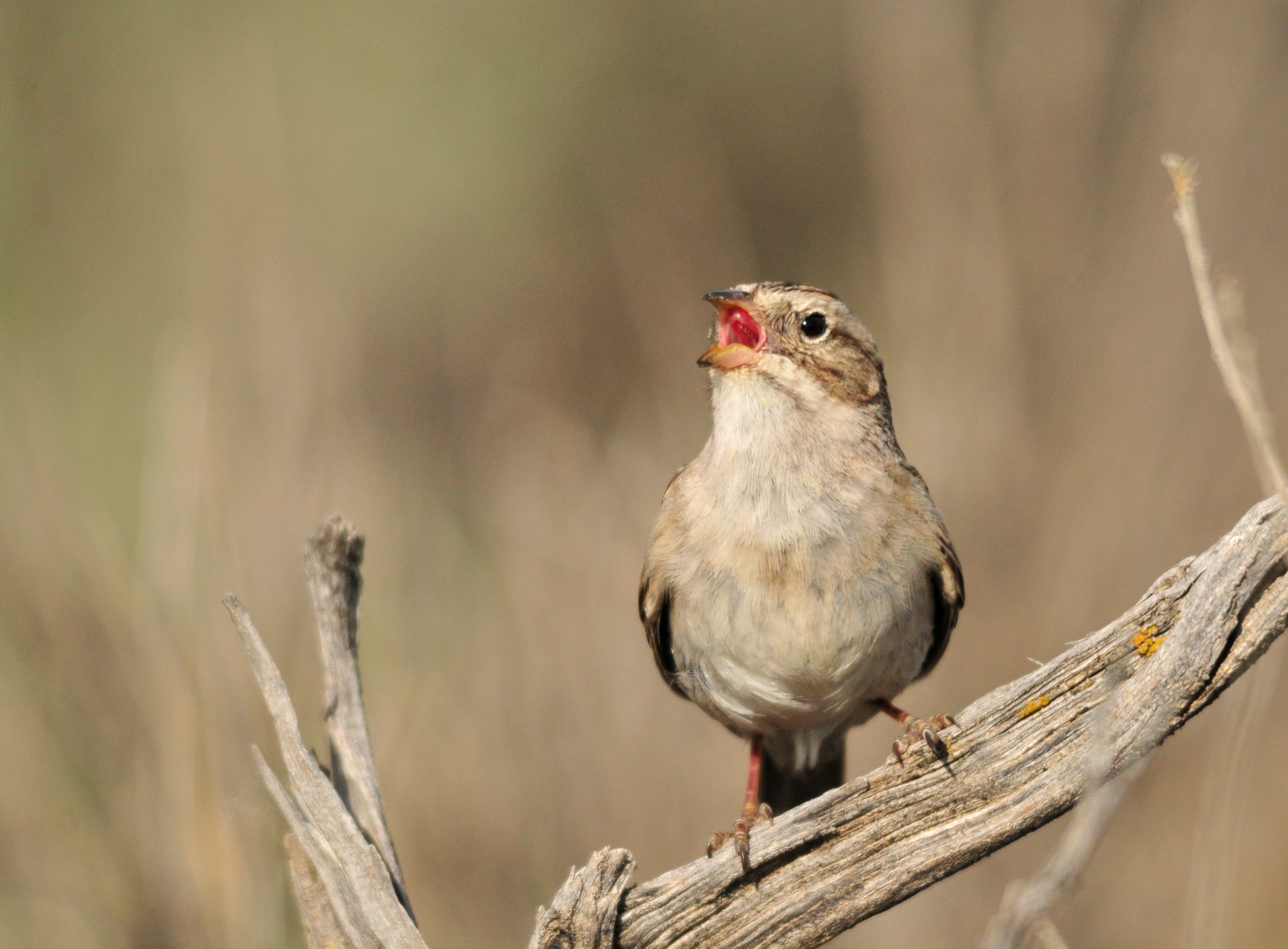

## Utbredning och systematik
Bleksparv delas in i två distinkta underarter med följande utbredning:
- Spizella breweri breweri – förekommer från British Columbia och Alberta till sydvästra USA, flyttar till södra och centrala Mexiko
- Spizella breweri taverneri – förekommer från sydvästra Yukon och nordvästra British Columbia till sydöstra British Columbia och sydvästra Alberta

Underarten taverneri har föreslagits utgöra en egen art. Bleksparven är närmast släkt med den hotade ensparven (S. wortheni).

### Familjetillhörighet
Tidigare fördes de amerikanska sparvarna till familjen fältsparvar (Emberizidae) som omfattar liknande arter i Eurasien och Afrika. Flera genetiska studier visar dock att de utgör en distinkt grupp som sannolikt står närmare skogssångare (Parulidae), trupialer (Icteridae) och flera artfattiga familjer endemiska för Karibien.

## Levnadssätt
I nästan hela utbredningsområdet hittas bleksparven i låglänta buskmarker med malörtsväxten Artemisia tridentata. Den nordliga populationen taverneri ses dock i mer höglänta buskmarker. Vintertid formar den lösa flockar i torra buskmarker med inslag av gräs. Födan består av leddjur och frön. Den häckar från mitten av maj till juli, ibland med två kullar och i vissa fall kooperativt.

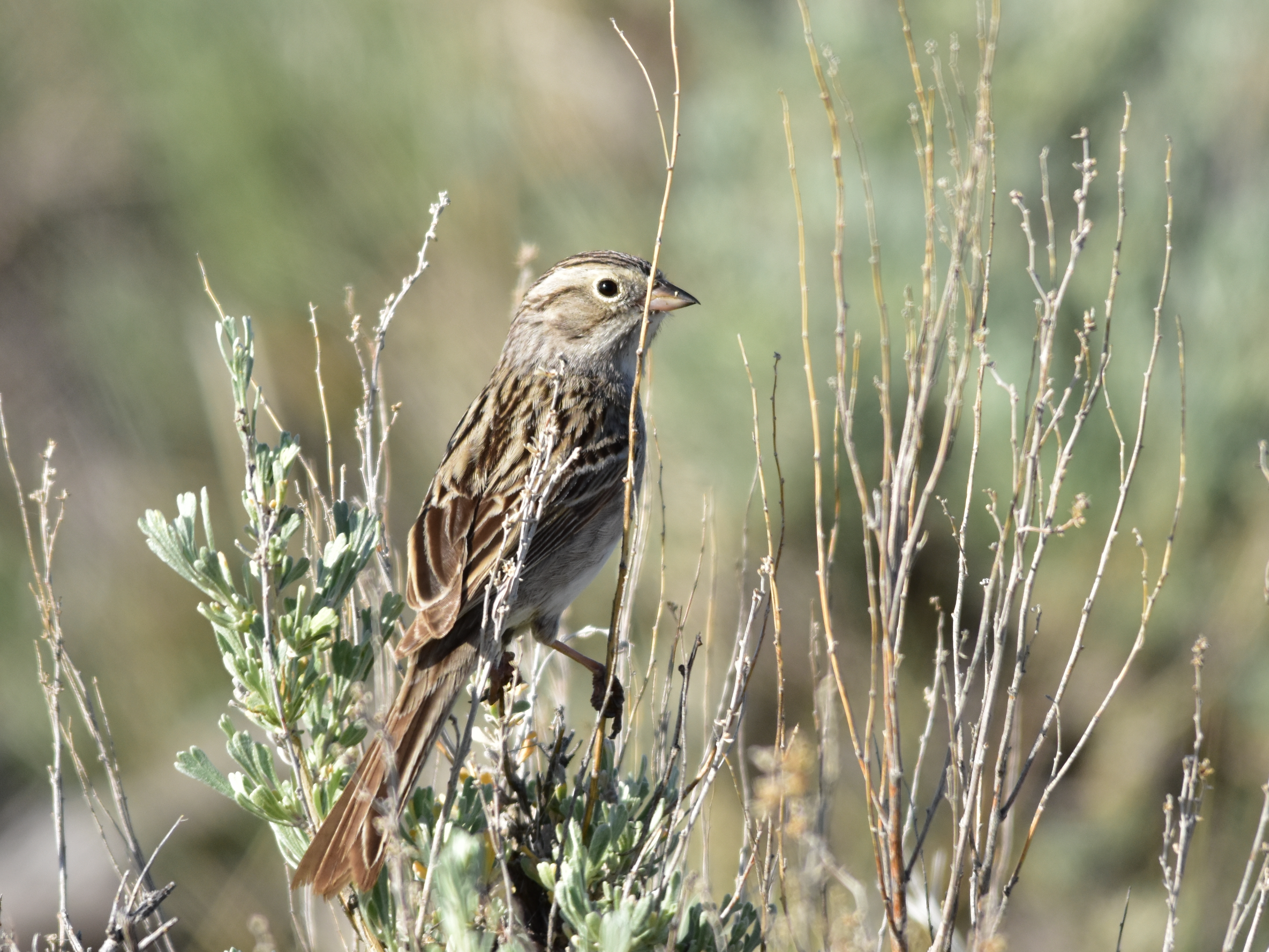
Bleksparv i naturreservatet Seedskadee i delstaten Wyoming.

## Status och hot
Arten har ett stort utbredningsområde och en stor population, men tros minska i antal, dock inte tillräckligt kraftigt för att den ska betraktas som hotad. Världspopulationen uppskattas till 17 miljoner vuxna individer. Internationella naturvårdsunionen IUCN kategoriserar därför arten som livskraftig (LC).

## Namn
Fågelns vetenskapliga artnamn hedrar Thomas Mayo Brewer (1814-1880), amerikansk politiker, tidningsredaktör och äggsamlare. Tidigare kallades den brewersparv även på svenska, men tilldelades 2023 ett mer informativt namn av BirdLife Sveriges taxonomikommitté.